# Jahangirpur (Uttar Pradesh)
Jahangirpur – miasto w północnych Indiach w stanie Uttar Pradesh, na Nizinie Hindustańskiej.
Populacja miasta w 2001 roku wynosiła 9522 mieszkańców.